# 産経民謡大賞
産経民謡大賞（さんけいみんようたいしょう）は、優れた民謡の歌い手を決める音楽に関する賞である。古い伝統と歴史を持つコンクール。産経新聞社主催。

## 概要
1966年から開催、2017年で第52回を迎える。毎春、近畿各地で予選が、夏にテープ審査が行われ、通過した約500人がサンケイホールブリーゼで開催の大会に進む。
大会は「大賞」「壮年」「健声」「少年少女」の4部門ごとに審査され、それぞれ優勝者が選ばれる。最優秀賞として「民謡大賞」（内閣総理大臣杯）が贈られる。そのほか、内閣官房長官賞、文部科学大臣賞なども贈られる。
「大賞」「壮年」の2部門では「優秀賞」「敢闘賞」「努力賞」が、「健声」「少年少女」の２部門では「優秀賞」も選ばれる。また、民謡の発展に貢献した人に「民謡功労章」も贈呈される。
共催は産経新聞開発。後援は大阪府、大阪市、関西テレビ放送、ラジオ大阪、各地の民謡の団体。
なお、サンケイホールの建て替えに伴い、2006年の第41回大会は、大阪厚生年金会館で開かれた。2020年は中止。

## 主な受賞者
- 梅若朝鳳 - 1968年優勝（少年の部）。2000年7月9日の第35回記念大賞で「民謡功労章」も受章[1]。
- 香西かおり - 1975年入賞（少年の部）[2]。翌1976年準優勝（少年の部）[3]。
- 成世昌平 - 1981年と1982年連続し優勝（青年の部）[4]。
- 水沢明美 - 1982年内閣総理大臣賞[5]。
- 戸田弓子[6]。
- 恩地美佳 - 1990年内閣総理大臣賞[7]。
- 大野美佐子 - 1990年優勝（少年の部）[8]。
- 麻生みどり - 優秀賞（少年の部）[9]。
- 金田一公美（津軽三味線ユニットあんみ通） - 1993年優勝[10]。
- 蜷川べに（「和楽器バンド」津軽三味線を担当） - 優勝、内閣官房長官賞[11]。
- みうら晶朗 - 優勝（少年の部）[12]。
- 木島裕 - 2002年大賞。父の木島一清も1991年の第26回で大賞を受賞しており、初の親子で大賞受賞となった[13]。2017年三味線シンガー「木島ユタカ」としてavexよりデビュー。
- 菊地まどか - 2004年優秀賞。